# Abel Trujillo
Abel Nazario Trujillo, född 18 september 1983 i Greensboro, är en amerikansk MMA-utövare som sedan 2012 tävlar i organisationen Ultimate Fighting Championship.